# 達韋峰
75°53′S 115°45′W / 75.883°S 115.750°W
達韋峰（英語：Davey Peak）是南極洲的山峰，位於瑪麗伯德地，處於斯卡德峰以西15公里的托尼山南部，海拔高度1,855米，美國地質調查局根據測量和美國海軍拍攝的空中照片繪入地圖，現時由南極條約體系管理。